# Citroën C-Buggy
La Citroën C-Buggy est un concept-car présenté par le constructeur automobile français Citroën au Salon de l'automobile de Madrid en mai 2006. Dérivé du C-Airplay et inspiré par le buggy (véhicule léger et tout-terrain), le C-Buggy possède deux places et est dépourvu de porte. Ce concept-car est équipé d'un moteur essence de 1,6ℓ de 155 ch couplé à une boîte automatique.